# 菊花文
菊花文是在中国大陆互联网上出现并使用的文字。从外观上看起来，菊花文是在正常文字上加了好多点，不是一眼就能辨认。从技术上讲，菊花文是一串特殊构造的字符序列。
菊花文因形似菊花而得名。其最早出现在腾讯微博上，并由腾讯微博开始广泛流行应用。

## 原理
菊花文 朦҉胧҉中҉的҉罪҉恶҉ 的字符序列是
朦{字符}胧{字符}中{字符}的{字符}罪{字符}恶{字符}
{字符}是 ҉ ，编码是U+0489（西里爾百萬結合符）。
该字符因构造及排版特性特殊，与前一个文字重叠了起来。

## 作用
菊花文除了表达使用者的新潮以外，还能突破大部分自动的关键字审查，这使得菊花文更为流行。

## 衍生
除了夹杂字符U+0489，还可以夹杂其他（多个）字符，例如U+0305（组合用上横线）和U+0332（组合用下横线）。显示效果如[̲̅朦̲̅胧̲̅中̲̅的̲̅罪̲̅恶̲̅]。这种文字又被称为边框文。